# Australia Cup (1967)
Australia Cup 1967 – szósta edycja australijskiego krajowego pucharu piłkarskiego Australia Cup. W rozgrywkach wzięło udział 16 drużyn z siedmiu stanów i terytoriów: Australia Południowa, Australia Zachodnia, Australijskie Terytorium Stołeczne, Nowa Południowa Walia, Queensland, Tasmania i Wiktoria. W ramach rozgrywek zostały przeprowadzone trzy rudny eliminacyjne (runda I, ćwierćfinał, półfinał), z których zwycięska para wchodziła do finału rozgrywek. Zwycięzcą rozgrywek Australia Cup została drużyna Melbourne Hungaria, która pokonała w finale drużynę APIA Leichhardt.

## Uczestnicy Australia Cup 1967
| - APIA Leichhardt (FNSW) - Pan Hellenic (FNSW) - South Sydney Croatia (FNSW) - St George Budapest(FNSW) - Footscray JUST (FFV) - Melbourne Croatia (FFV) - Melbourne Hungaria (FFV) - Melbourne Juventus (FFV) |  | - Lake Macquarie (NNSWF) - Newcastle Austral (NNSWF) - Adelaide Juventus (FFSA) - West Adelaide Hellas (FFSA) - Latrobe-Western Suburbs (FQ) - Canberra Juventus (CF) - Launceston United (FFT) - Perth Azzurri (FW) |

W rozgrywkach wzięło udział 16 drużyn z ośmiu federacji stanowych:
- Football NSW (FNSW, Nowa Południowa Walia): 4 drużyny;
- Football Federation Victoria (FFV, Wiktoria): 4 drużyny;
- Northern NSW Football (NNSWF, północna część Nowej Południowej Walii): 2 drużyny;
- Football Federation South Australia (FFSA, Australia Południowa): 2 drużyny;
- Football Queensland (FQ, Queensland): 1 drużyna;
- Capital Football (CF, Australijskie Terytorium Stołeczne): 1 drużyna;
- Football Federation Tasmania (FFT, Tasmania): 1 drużyna;
- Football West (FW, Australia Zachodnia): 1 drużyny.

## Rozgrywki

### Runda I
| 7 października 1967 | Melbourne Hungaria · A. Abonyi 85' · F. McCann 86' | 2 – 0Raport | Launceston United | Olympic Park Stadium, Melbourne Widzów: 1 810 Sędzia: Mellings |
|                     |                                                    |             |                   |                                                                |

| 7 października 1967 | West Adelaide Hellas | 0 – 2Raport | Melbourne Croatia · 36' H. McMeechan · 88' B. McArthur | Hindmarsh Stadium, Adelaide Widzów: 5 700 Sędzia: E. Bude |
|                     |                      |             |                                                        |                                                           |

| 8 października 1967 | Melbourne Juventus · E. Norman 13' · D. Epifano 66' | 2 – 1Raport | Footscray JUST · 26' J. Gakovic | Olympic Park Stadium, Melbourne Widzów: 4 892 Sędzia: Tony Boskovic |
|                     |                                                     |             |                                 |                                                                     |

| 8 października 1967 | Pan Hellenic · J. Karyannis 37' · P. Laraman 99' | 2 – 1 (dog.)Raport | St George Budapest · 23' J. Warren | Wentworth Park, Sydney Widzów: 5 098 Sędzia: Dave Maitland |
|                     |                                                  |                    |                                    |                                                            |

| 8 października 1967 | APIA Leichhardt · R. Rivero 24' 51' · J. Watkiss 61' 87' · A. Blue 65' · J. Giacometti 67' · G. McKinnon 85' | 7 – 1Raport | Canberra Juventus · 19' J. Pompor | Wentworth Park, Sydney Widzów: 5 098 Sędzia: G. Muir |
|                     | |             |                                   |                                                      |

Spotkania pomiędzy Pan Hellenic – St George Budapest i APIA Leichhardt – Canberra Juventus zostały rozegrane tego samego dnia na tym samym obiekcie.
| 8 października 1967 | Lake Macquarie · Curry sam. 3' · Hinchcliffe 41' · Dunne 60' | 3 – 1Raport | South Sydney Croatia · 16' R. Cush | Lake Macquarie, Newcastle Widzów: 4 000 Sędzia: Vince Dobinson |
|                     |                                                              |             |                                    |                                                                |

| 8 października 1967 | Latrobe-Western Suburbs · Tucker 58' | 1 – 4Raport | Newcastle Austral · 16' Skelly · 30' 74' Robbards · 89' Lagerstrom | Exhibition Ground, Brisbane Widzów: 2 500 Sędzia: Keith Lockrey |
|                     |                                      |             |                                                                    |                                                                 |

| 12 października 1967 | Adelaide Juventus · S. Herczeg 47' 49' · Zamprogno 87' | 3 – 0Raport | Perth Azzurri | Hindmarsh Stadium, Adelaide Widzów: 5 300 Sędzia: Roger Lamb |
|                      |                                                        |             |               |                                                              |

### Ćwierćfinały
| 14 października 1967 | Melbourne Juventus · D. Epifano 22' · P. Della Rosca 90' | 2 – 1Raport | Adelaide Juventus · 34' Serafini | Olympic Park Stadium, Melbourne Widzów: 3 250 Sędzia: N. Jones |
|                      |                                                          |             |                                  |                                                                |

| 15 października 1967 | APIA Leichhardt · J. Watkiss 3' 54' 85' · R. Rivero 39' · G. McKinnon 73' | 5 – 0Raport | Lake Macquarie | Wentworth Park, Sydney Widzów: 6 750 Sędzia: Lou Stafrace |
|                      |                                                                           |             |                |                                                           |

| 15 października 1967 | Pan Hellenic · J. Karyannis 17' 22' | 2 – 1Raport | Newcastle Austral · 69' Lagerstrom | Wentworth Park, Sydney Widzów: 6 750 Sędzia: Bob Armstrong |
|                      |                                     |             |                                    |                                                            |

Spotkania pomiędzy APIA Leichhardt – Lake Macquarie i Pan Hellenic – Newcastle Austral zostały rozegrane tego samego dnia na tym samym obiekcie.
| 15 października 1967 | Melbourne Hungaria · F. Stoffels · A. Abonyi | 3 – 0Raport | Melbourne Croatia | Olympic Park Stadium, Melbourne Widzów: 3 400 Sędzia: D. Grant |
|                      |                                              |             |                   |                                                                |

### Półfinały
| 22 października 1967 | APIA Leichhardt · R. Rivero 47' · E. Campbell 105' | 2 – 1 (dog.)Raport | Pan Hellenic · 18' B. Smith | Wentworth Park, Sydney Widzów: 8 249 Sędzia: Dave Maitland |
|                      |                                                    |                    |                             |                                                            |

| 22 października 1967 | Melbourne Hungaria · C. Myers 62' · A. Abonyi 87' | 2 – 0Raport | Melbourne Juventus | Olympic Park Stadium, Melbourne Widzów: 6 021 Sędzia: Harold Parsons |
|                      |                                                   |             |                    |                                                                      |

### Finał
| 29 października 1967 | Melbourne Hungaria · A. Abonyi 19' 53' 95' · F. Stoffels 74' | 4 – 3 (dog.)Raport | APIA Leichhardt · sam. 24' I. Shanks · 69' J. Giacometti · 83' J. Watkiss | Olympic Park Stadium, Melbourne Widzów: 11 185 Sędzia: Vince Dobinson |
|                      |                                                              |                    |                                                                           |                                                                       |

Dogrywka trwała 20 minut. Inne źródła podają, że strzelcem bramki dla drużyny APIA Leichhardt nie był John Giacometti, lecz Archibald Blue.
| Zdobywca Australia Cup 1967            |
| -------------------------------------- |
| Melbourne Hungaria 1. tytuł w historii |